# Konsten att vara snäll
Konsten att vara snäll (ISBN 91-37-12810-8) är en bok av Stefan Einhorn som utgavs år 2005 av bokförlaget Forum. Boken fick utmärkelsen bokhandelns val 2006.
Boken behandlar begreppet snällhet, som Einhorn menar inkluderar ansvarstagande, förmåga att säga ifrån och att hantera konflikter. Einhorn tar däremot avstånd från snällhet i bemärkelsen medgörlighet eller mesighet. Han betonar att genom att vara snälla mot andra hjälper vi samtidigt oss själva; snällhet blir därmed en form av upplyst egoism[källa behövs].
Snällhet är den viktigaste enskilda framgångsfaktorn i våra liv, vilket gäller för både individer, grupper och samhällen, anser Einhorn. Vi är våra relationer, menar han vidare, och snällhet är något av det finaste som vi kan ägna oss åt. Boken innehåller exempel om vad äkta snällhet innebär och vilka motkrafter det finns som hindrar oss från att vara snälla. Det finns även exempel på vetenskapliga studier som visar att snällhet lönar sig, och slutligen finns även en rad handfasta råd om hur snällhet används för att nå framgång i livet.
Efter att ha författat boken har Einhorn ägnat sig åt en omfattande föreläsningsturné med boken som utgångspunkt.
Recensenter har gett Konsten att vara snäll varierande omdömen. Lena Andersson skrev i en recension i Svenska Dagbladet att det är "den sortens bok som mest tycks vara en förevändning för att få komma ut på de där många föreläsningarna i landet" samt att boken gör henne "uttråkad och irriterad". Publishers Weekly kallade boken "vague and simplistic" ("vag och förenklad").